# انگور سلطانی
انگور عسگری یا سلطانی (به انگلیسی: Sultana) یک نوع انگور سفید (سبز کم‌رنگ) بیضی شکل است که به آن سلطانینا، تامپسون بی‌دانه (ایالات متحده)، لیدی دو کاورلی (انگلستان) و انگور کشمشی (عراق، ایران، فلسطین، هند) نیز گفته می‌شود، همچنین به عنوان انگور ازمیری در ترکیه شناخته می‌شود، زیرا این گونه به‌طور گسترده در منطقه اطراف ازمیر رشد کرده است. کشمش این نوع انگور کوچک و شیرین است و رنگ طلایی دارد.